# Encephalartos natalensis
Encephalartos natalensis är en kärlväxtart som beskrevs av Robert Allen Dyer och Inez Clare Verdoorn. Encephalartos natalensis ingår i släktet Encephalartos och familjen Zamiaceae. IUCN kategoriserar arten globalt som nära hotad. Inga underarter finns listade i Catalogue of Life.

## Bildgalleri

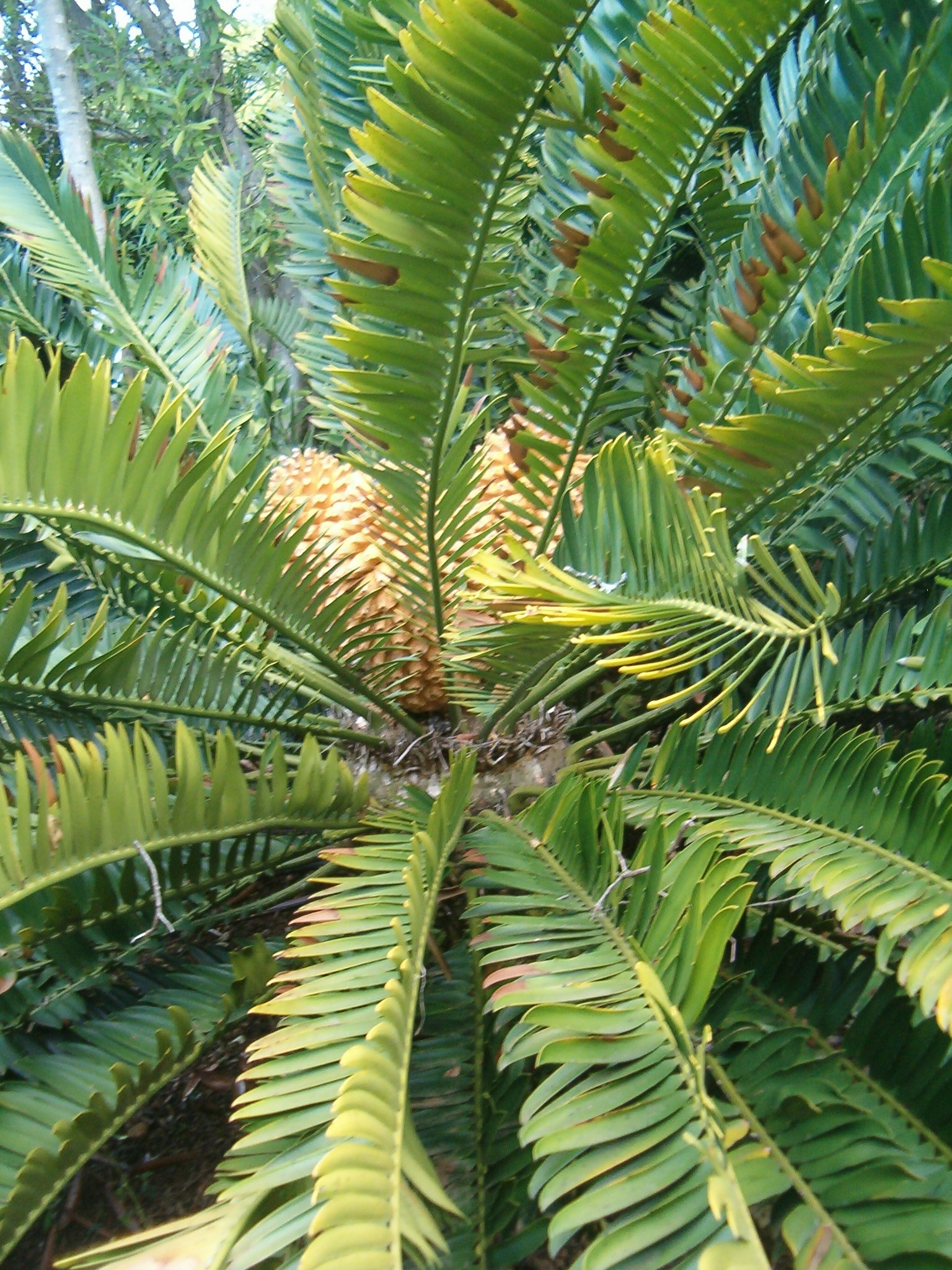
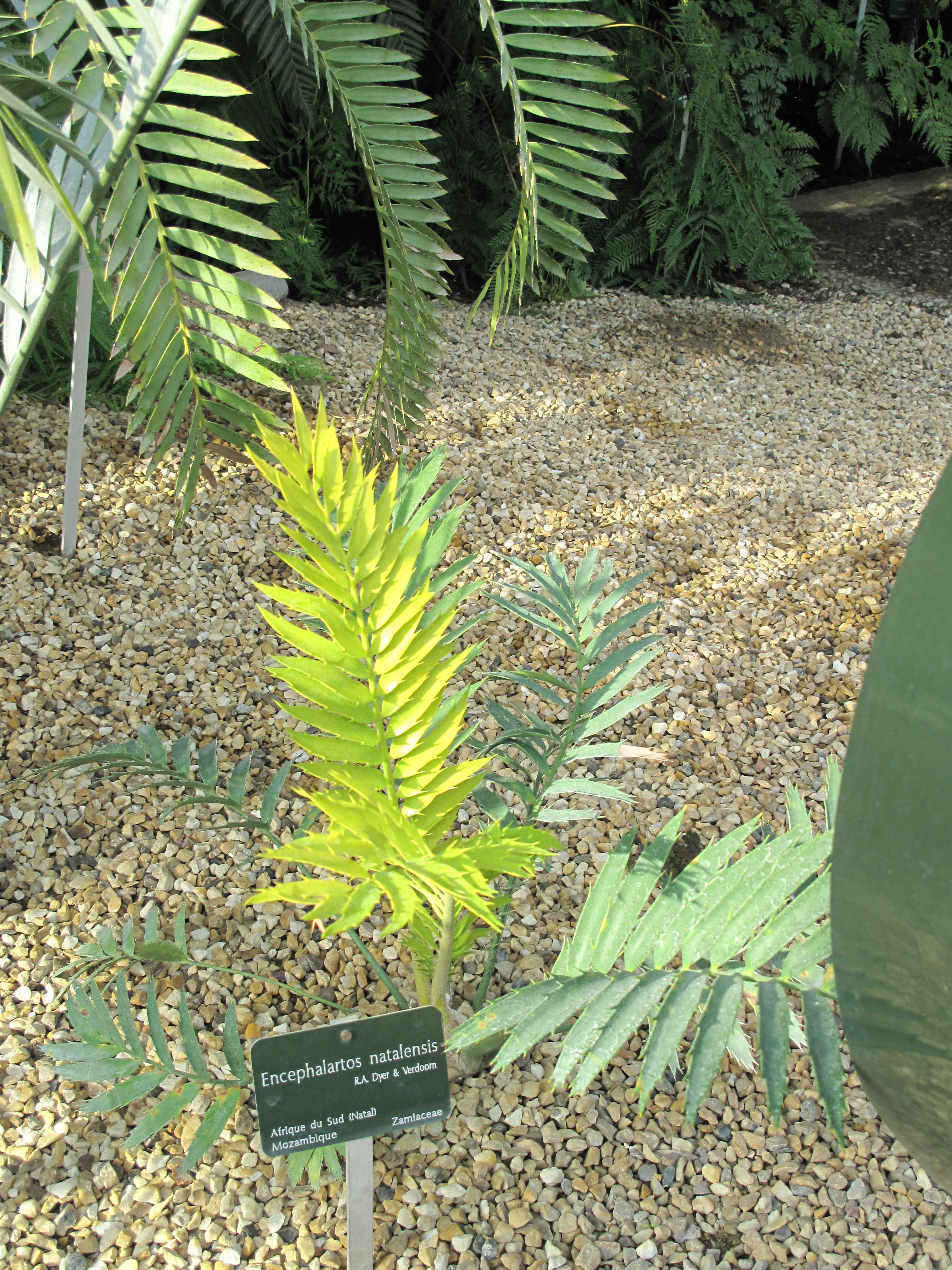
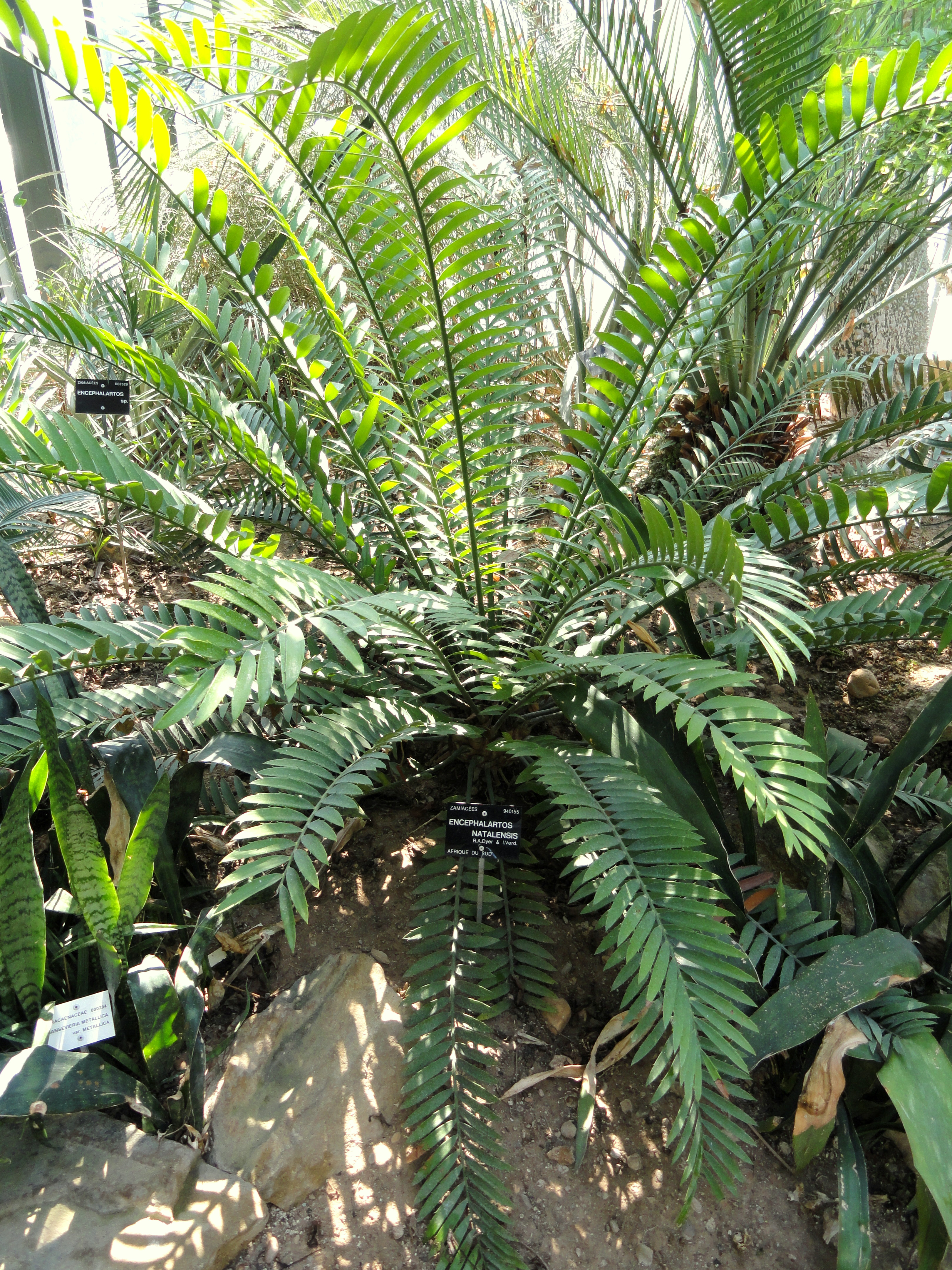
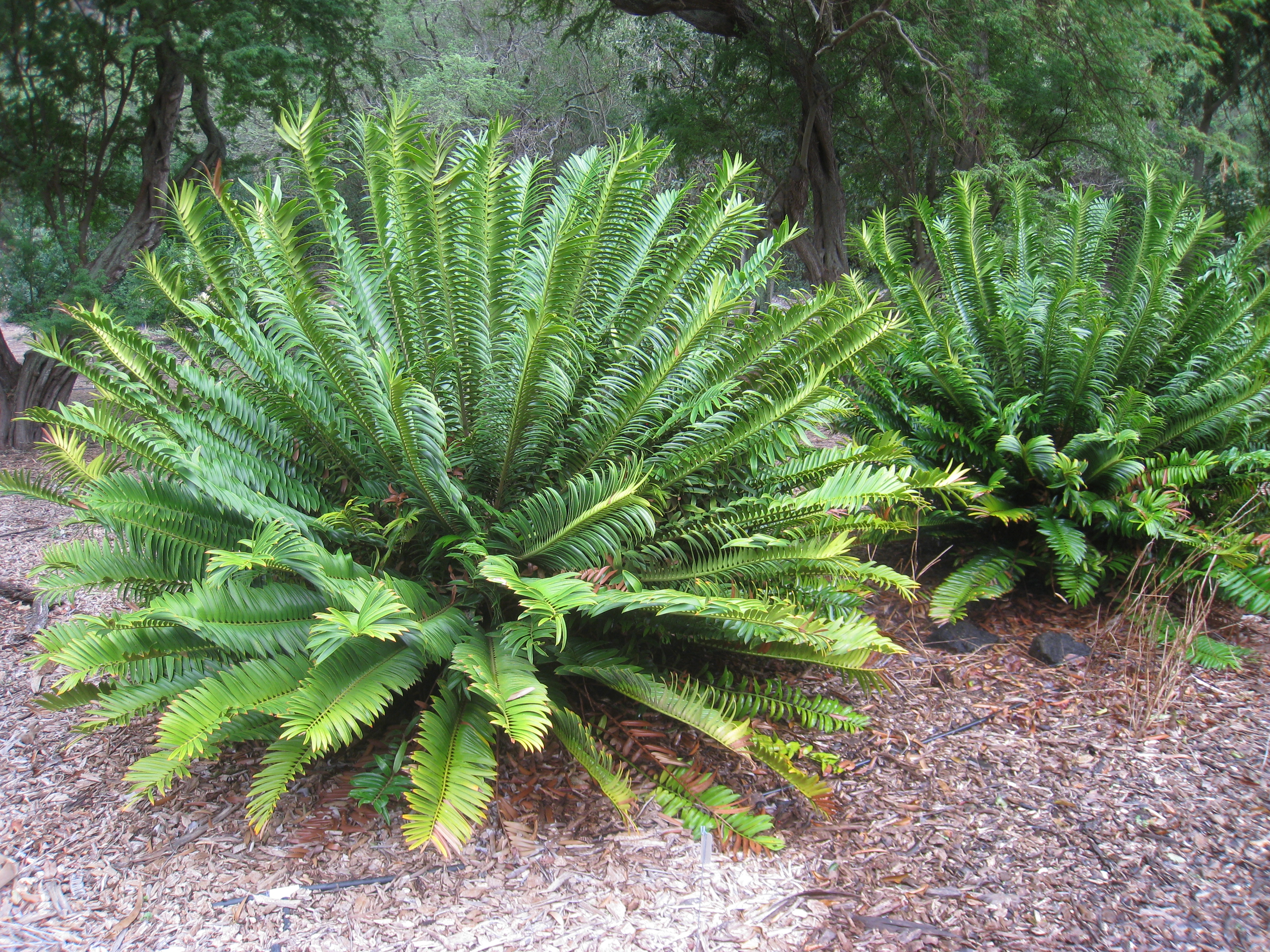
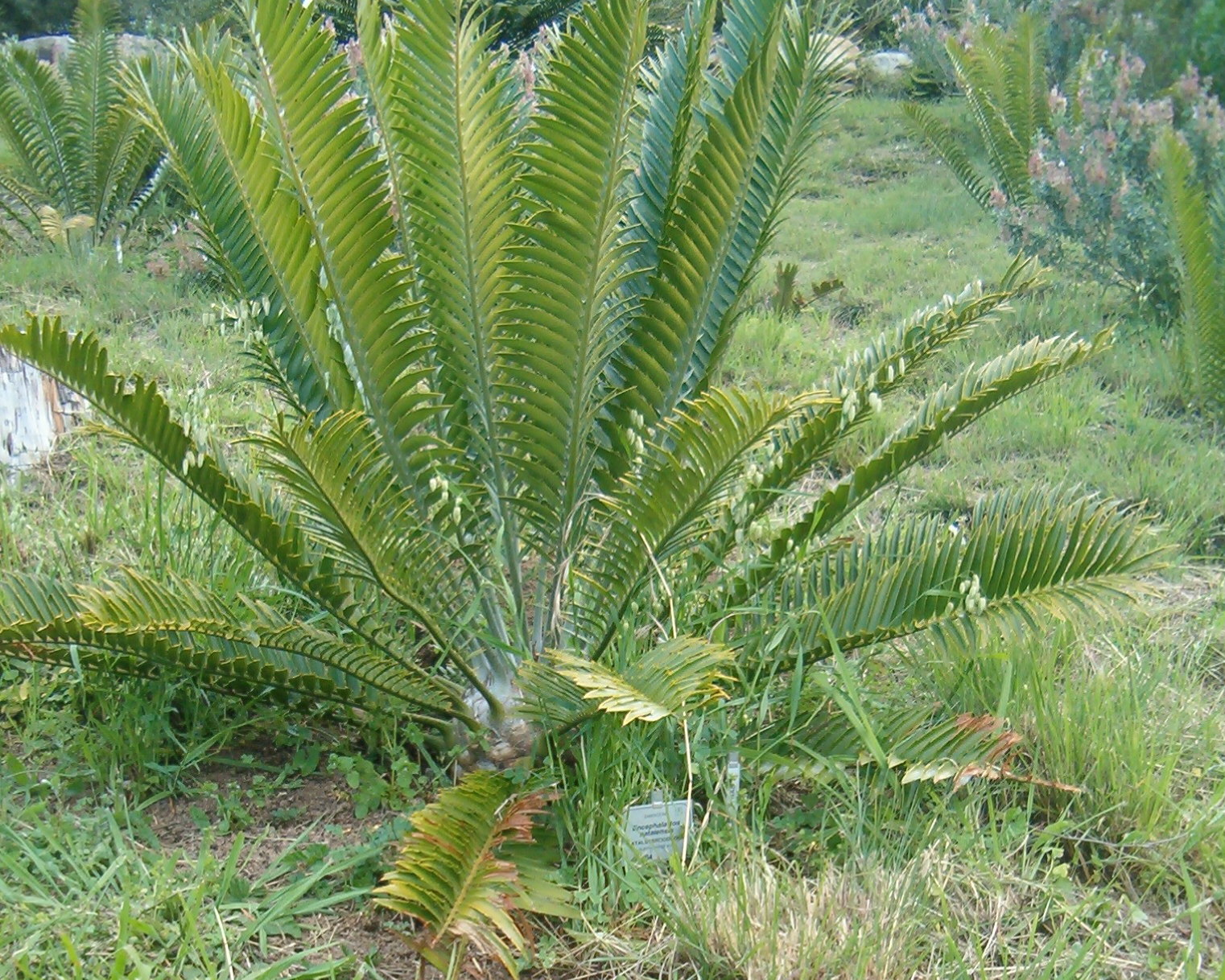
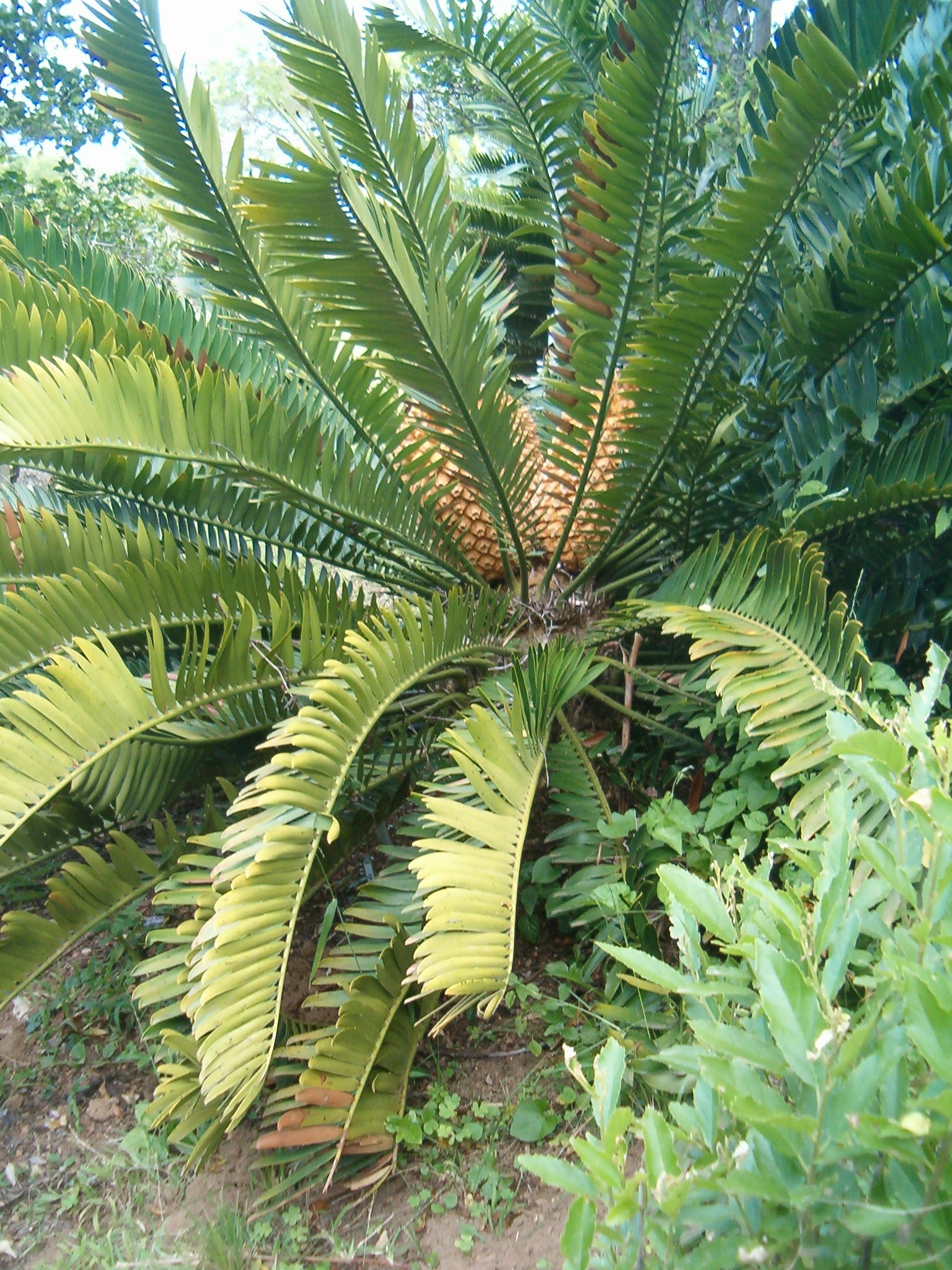